# Saison NBDL 2003-2004
Navigation
Saison 2002-2003 Saison 2004-2005
La saison NBDL 2003-2004 est la 3e saison de la NBA Development League, la ligue mineure de la National Basketball Association (NBA). L'Altitude d'Asheville remporte son premier titre de champion, en s'imposant en finale face au Flight de Huntsville.

## Saison régulière
| Équipe                | Victoires | Défaites | % de victoires | Écart |
| --------------------- | --------- | -------- | -------------- | ----- |
| Asheville Altitude    | 28        | 18       | 60,9           | --    |
| Charleston Lowgators  | 27        | 19       | 58,7           | 1     |
| Huntsville Flight     | 24        | 22       | 52,2           | 4     |
| Fayetteville Patriots | 21        | 25       | 45,7           | 7     |
| Roanoke Dazzle        | 20        | 26       | 43,5           | 8     |
| Columbus Riverdragons | 18        | 28       | 35,7           | 10    |

## Playoffs
|  | Demi-finales          | Demi-finales      |                    |     | Finale | Finale |
|  | Demi-finales          | Demi-finales      |                    |     | Finale | Finale |
|  |                       |                   |                    |     |        |        |
|  |                       |                   |                    |     |        |        |
|  |                       |                   |                    |     |        |        |
|  | Asheville Altitude    | 116               |                    |     |        |        |
|  | Asheville Altitude    | 116               |                    |     |        |        |
|  | Fayetteville Patriots | 111               |                    |     |        |        |
|  | Fayetteville Patriots | 111               | Asheville Altitude | 108 |        |        |
|  |                       |                   | Asheville Altitude | 108 |        |        |
|  |                       | Huntsville Flight | 106                |     |        |        |
|  | Huntsville Flight     | Huntsville Flight | 106                | 108 |        |        |
|  | Huntsville Flight     |                   |                    | 108 |        |        |
|  | Charleston Lowgators  | 100               |                    |     |        |        |
|  | Charleston Lowgators  | 100               |                    |     |        |        |

## Récompenses
MVP de la saison régulière : Tierre Brown (Lowgators de Charleston)
Rookie de l'année : Desmond Penigar (Altitude d'Asheville)
Défenseur de l'année :  Karim Shabazz (Lowgators de Charleston)
| All-NBA D-League First Team : - Josh Asselin (Dazzle de Roanoke) - Tierre Brown (Lowgators de Charleston) - Jason Collier (Patriots de Fayetteville) - Desmond Penigar (Altitude d'Asheville) - Marque Perry (Dazzle de Roanoke) | All-NBA D-League Second Team : - Omar Cook (Patriots de Fayetteville) - Britton Johnsen (Patriots de Fayetteville) - Philip Ricci (Flight de Huntsville) - Junie Sanders (Patriots de Fayetteville) - Ime Udoka (Lowgators de Charleston) |